# ChEMBL

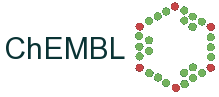
Logo de ChEMBL.

ChEMBL o ChEMBLdb es una base de datos química comisariada manualmente de moléculas bioactivas con propiedades de tipo farmacéuticas. Es mantenido por el Instituto Europeo de Bioinformática (EBI), del Laboratorio Europeo de Biología Molecular (EMBL), con sede en el Campus Wellcome Trust Genoma, Hinxton, Reino Unido.
La base de datos, conocida originalmente como StARlite, fue desarrollada por una compañía de biotecnología llamada Inpharmatica Ltd. posteriormente adquirida por Galápagos NV. Los datos fueron adquiridos para el EMBL en 2008 con un premio del Wellcome Trust, resultando en la creación del grupo quimiogenómico ChEMBL en el EMBL-EBI, dirigido por John Overington.